# Justice Smith
Justice Elio Smith (Los Angeles, 9 augustus 1995) is een Amerikaans acteur. Hij is bekend van zijn hoofdrol in Pokémon Detective Pikachu, bijrol in de film Paper Towns (2015) en de serie The Get Down (2016).

## Carrière
Justice Smith studeerde in 2013 af aan de Orange County School of the Arts.
Een jaar later nam hij deel aan een aflevering van de HBO-docureeks Masterclass en werkte hij mee aan twee afleveringen van de Nickelodeon-serie De Thundermans. In de periode 2014-2015 was hij ook te zien in drie afleveringen op het YouTube-kanaal VlogBrothers van de broers Hank en John Green. 
John Green schreef ook het boek Paper Towns dat in 2015 verfilmd werd door regisseur 	Jake Schreier. In die film vertolkte Smith het personage Radar. In april 2015 werd hij gecast als hoofdrolspeler in de Netflix-serie The Get Down. In 2018 had hij een bijrol in de kaskraker Jurassic World: Fallen Kingdom, die wereldwijd zo'n 1,2 miljard dollar opbracht.

## Filmografie

### Film
- Trigger Finger (2012)
- Paper Towns (2015)
- Every Day (2018)
- Jurassic World: Fallen Kingdom (2018)
- Pokémon Detective Pikachu (2019)
- All the Bright Places (2020)
- The Voyeurs (2021)
- Jurassic World Dominion (2022)
- Sharper (2023)
- Dungeons & Dragons: Honor Among Thieves (2023)
- I Saw the TV Glow (2024)
- The American Society of Magical Negroes (2024)

### Televisie
- Masterclass (2014) (1 aflevering)
- De Thundermans (2014–2015) (2 afleveringen)
- VlogBrothers (2014–2015) (3 afleveringen)
- The Get Down (2016–2017) (11 afleveringen)
- Drunk History (2019) (1 aflevering)
- Acting for a Cause (2020) (2 afleveringen)
- Generation (2021) (16 afleveringen)